# Khorassania compositella
Khorassania compositella is een nachtvlinder uit de familie Pyralidae, de snuitmotten. De spanwijdte van de vlinder bedraagt tussen de 20 en 24 millimeter. De soort overwintert als rups.

## Waardplant
Khorassania compositella heeft Artemisia campestris als waardplant.

## Voorkomen in Nederland en België
Khorassania compositella is in België een zeer zeldzame soort uit de kalksteengebieden van de provincie Namen. In Nederland komt de soort niet voor. De soort kent twee generaties die vliegen in de periodes april-mei en juli-augustus.